# 朱賦灼
谷世子朱賦灼（？—1417年），明朝谷王朱橞的長子。
永樂元年（1403年），朱賦灼受封谷世子，但未襲封就在永樂十五年（1417年）因其父涉嫌謀逆，而被廢為庶人，後來與二弟醴陵王朱賦爚自焚而死，無後。